# 时间的秩序
《时间的秩序》（義大利語：L'ordine del tempo）是2023年上映的剧情片，由比利时和意大利两国合拍，莉莉安娜·卡瓦尼执导，卡瓦尼与保罗·科斯特拉共同编剧，物理学家卡洛·羅威利担任顾问。电影以卡洛·羅威利2017年出版的散文集《时间的秩序》为蓝本，由亞利桑德羅·加斯曼、克勞蒂亞·潔里尼、爱德华多·莱奥、克谢尼娅·拉波波尔特、理查德·塞梅尔、瓦伦蒂娜·切尔维、法布里齐奥·隆吉奥内、弗兰切斯卡·茵奥迪、安吉丽卡·黛维（Angeliqa Devi）与安吉拉·莫利纳主演，讲述了一群老朋友在海边度假的时候，共同幻想世界末日。
电影于2023年8月30日在第80届威尼斯影展非竞赛片单元首映。

## 梗概
在海边的一座度假小屋，一群老朋友聚集在一起，共同庆祝一年一度的生日。可没过多久，大家发现世界可能会在几个小时内终结。从那一刻开始，时间将他们从可能会出现的生命尽头分隔开，一方面非常快速的流逝，另一方面又永无尽头。

## 演员
- 亞利桑德羅·加斯曼[3]
- 克勞蒂亞·潔里尼[3]
- 爱德华多·莱奥（英语：Edoardo Leo）[3]
- 克谢尼娅·拉波波尔特[3]
- 理查德·塞梅尔（英语：Richard Sammel）[3]
- 瓦伦蒂娜·切尔维（英语：Valentina Cervi）[3]
- 法布里齐奥·隆吉奥内（英语：Fabrizio Rongione）[3]
- 弗兰切斯卡·茵奥迪（英语：Francesca Inaudi）[3]
- 安吉丽卡·黛维（Angeliqa Devi）[3]
- 玛丽安娜·塔马约（Mariana Tamayo）[3]
- 阿莉达·巴尔达里·卡拉布里亚（Alida Baldari Calabria）[3]
- 安吉拉·莫利纳（英语：Ángela Molina）[3]

## 制作
电影由莉莉安娜·卡瓦尼与保罗·科斯特拉共同编剧，意大利物理学家、迴圈量子重力理论提出者、畅销书作家卡洛·羅威利担任剧本顾问，其剧本以羅威利2017年出版的同名散文集为蓝本，这本书由阿德尔菲出版发行，探讨了量子力学、物理时间与存在时间等概念，蕴含较为复杂且充满奥秘的内容。
主体拍摄于2022年9月在萨包迪亚的一座海边别墅启动，一直持续到10月中旬。电影是卡瓦尼20年来的首部作品，其参与电影制作的时候已经89岁高龄。

## 发行
电影入选第80届威尼斯影展非竞赛片单元，2023年8月30日在电影节上全球首映，8月31日由Vision Distribution在意大利院线发行。